# Spicule solare

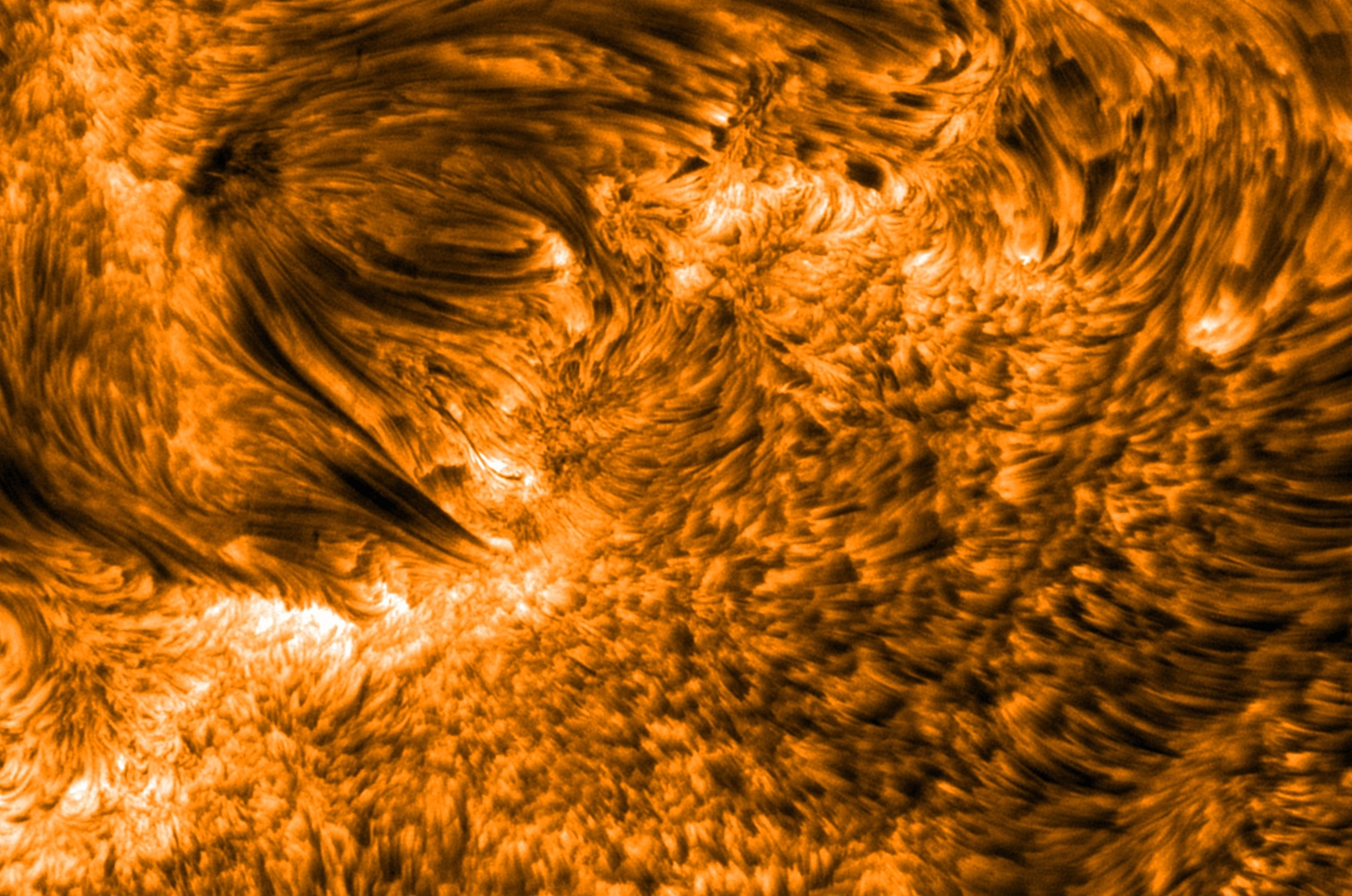
Spicule

Spiculele solare (sau spiculi solari) reprezintă o rețea de formații conice mici luminoase (ca o iarbă) aflate în cromosferă. Fiecare con (sau spiculă) are în medie 5.000 km înălțime și o rază de cca. 500 km. Spiculele sunt într-o permanentă mișcare, apar și dispar în medie în 5 minute.
În fizica solară, spiculele solare sunt jeturi dinamice cu raza de aproximativ 250-500 de km, aflate în cromosfera Soarelui. Ele se mișcă în sus, cu aproximativ 20 km/s spre fotosferă. Au fost descoperite în 1877 de către Părintele Angelo Secchi la Observatorul Vaticanului din Roma. 
Continuu există aproximativ 60.000 - 70.000 de spicule active în Soare. Fiecare ajunge de obicei la altitudinea de 3.000 - 10.000 km deasupra fotosferei. 